# Abbe Bramzelius
Albert (Abbe) Wilhelm Nils Bramzelius, född 27 juli 1902 i Ystad, död 6 juni 1981 i Norrköping, var en svensk konstnär och forskare.
Bramzelius, som var filosofie doktor, studerade konst vid Académie Colarossi i Paris. Hans konst består av gårdsinteriörer, strandbilder, stilleben, porträtt och landskapsmålningar från Småland och Norrland i olja. Han medverkade i utställningar i flera mellansvenska städer. Han utgav ett flertal skrifter om konst och medverkade som konstkritiker i ett flertal tidskrifter. Han var gift med skulptören Märta Bramzelius. Frånskild 1975. Abbe Bramzelius är begravd på Ingelstorps kyrkogård.